# Vrije Lutherse Kerk van Reykjavík en Hafnarfjörður
De Vrije Lutherse Kerk van Reykjavík en Hafnarfjörður (IJslands: Fríkirkjusöfnuðurinn í Reykjavík og Hafnarfjörður) is een IJslandse kerkgemeenschap met een ledenaantal van 3,6% van de IJslandse bevolking. Meestal worden de twee kerkgenootschappen als twee afzonderlijke kerken gezien, namelijk de Vrije Lutherse Kerk van Reykjavik en de Vrije Lutherse Kerk van Hafnarfjörður. Een grote meerderheid van de bevolking behoort tot de Evangelisch-Lutherse Kerk van IJsland (ongeveer 85%); de Vrije Lutherse Kerk van Reykjavik en Hafnarfjörður staat echter op een tweede plaats.
De Vrije Lutherse Kerk streeft een strikte scheiding van kerk en staat na. Juist de nauwe binding tussen de Evangelisch-Lutherse Kerk en de IJslandse staat was de reden tot de oprichting van de vrije lutherse kerken in Reykjavik en Hafnarfjörður. De vrije lutherse kerken willen kerken van en voor het volk zijn. Theologisch is het kerkgenootschap gematigd liberaal (vanaf de oprichting was de vrije kerk al voorstander van vrouwelijke predikanten) en verzet zich fel tegen de kerkbelasting die moet worden betaald aan de Evangelisch-Lutherse Kerk.